# زیگوپتریدالس
زیگوپتریدالس (نام علمی: Zygopteridales) نام یک راسته از division سرخس است.